# Referenzfilmförderung
Referenzfilmförderung ist eine Herstellungsförderung für Filmproduktionen. Voraussetzung für diese Filmförderung ist, dass der Hersteller eines programmfüllenden Kinofilms einen künstlerisch oder wirtschaftlich erfolgreichen Referenzfilm vorweisen kann.

## Deutschland
Seit dem 1. Januar 1968 erhielt ein Produzent, der mit seinem Film in den zwei Jahren seit der Uraufführung Bruttoverleiheinnahmen von mindestens 500.000 Mark erzielt hatte, eine Förderung von 150.000 Mark. Wurde der Film von der Filmbewertungsstelle Wiesbaden ausgezeichnet, galt er als „Prädikatsfilm“, und es genügten 300.000 Mark Verleiheinnahmen, wobei drei mit dem Prädikat „besonders wertvoll“ ausgezeichnete Filme diese Grenze unterschreiten durften. Prädikatsfilme und auch so genannte „gute Unterhaltungsfilme“ konnten von der Filmförderungsanstalt (FFA) einen Zusatzbetrag von 250.000 Mark erhalten. Am 9. August 1972 trat eine Gesetzesnovelle in Kraft, durch die Filme von geringer Qualität und solche mit aufdringlicher Darstellung von Sexualität von der Förderung ausgeschlossen werden sollen.

## Österreich
Als künstlerisch erfolgreich gilt ein Film, der von einem in den Förderungsrichtlinien festgelegten international bedeutsamen Filmfestival zur Teilnahme ausgewählt oder ausgezeichnet wurde. Als wirtschaftlich erfolgreich gilt ein Film, der die in den Förderungsrichtlinien festgelegten Besucherzahlen in österreichischen Kinos von 40.000 erreicht hat. Bei Kinder-, Dokumentar- und Nachwuchsfilmen gelten erleichterte Förderungsvoraussetzungen. Ein Nachwuchsfilm ist der erste und zweite Film, bei dem der Regisseur/die Regisseurin die Regieverantwortung für einen Kinofilm trägt.